# Petak 13. IV: Završno poglavlje
Petak 13. IV: Završno poglavlje (eng. Friday the 13th: The Final Chapter), američki horor film, četvrti dio serijala o psihopatskom serijskom ubojici Jasonu Voorheesu. Ovaj film je zamišljen kao posljednji iz serijala, no zbog solidnog odaziva publike čelnici Paramount Picturesa odlučili su nastaviti s već provjerenom franšizom, koja je nakon ovog filma iznjedrila još niz nastavaka.
Film je premijerno prikazan u američkim kinima 13. travnja 1984. godine i ostvario je solidan profit od 33 milijuna USD. Režiju potpisuje Joseph Zito,a film je poznat i pod naslovom Friday the 13th: Last Chapter.

## Radnja
Nakon što je u prethodnom dijelu ubijen, Jason (Ted White) oživljava u mrtvačnici, ubije osoblje; dr. Axela (Bruce Mahler) i medicinsku sestru Morgan (Lisa Freeman) te se vraća na područje Crystal Lake kampa. Istovremneno, obitelj Jarvis, gđa. Jarvis (Joan Freeman), njena kći tinejdžerka Tricia (Kimberly Beck) i dvanestogodišnji sin Tommy (Corey Feldman), obitava na istom području. Također, grupa mladih koju čine Paul (Clyde Hayes), njegova cura Sam (Judie Aronson), Ted (Lawrence Monoson), Jimmy (Crispin Glover), Doug (Peter Barton) i njegova djevojka Sara (Barbara Howard), dolaze tulumariti kuću do Jarvisovih. Tu upoznaju Triciju i Tommyja, ali i dvije blizanke Tinu (Camilla More) i Terri (Carey More) te njihova suputnika Roba (Erich Anderson).
Navečer započinje tinejdžerska zabava, ali i Jasonov krvavi pohod kada počne ubijati jednog po jednog iz grupe mladih.

## Glavne uloge
- Kimberly Beck - Trish Jarvis
- Erich Anderson - Rob Dyer
- Corey Feldman - Tommy Jarvis
- Peter Barton - Doug
- Crispin Glover - Jimmy
- Alan Hayes - Paul
- Barbara Howard - Sara
- Lawrence Monoson - Ted
- Joan Freeman - gđa. Jarvis
- Judie Aronson - Samantha
- Camilla More - Tina
- Carey More - Terri
- Lisa Freeman - Nurse Morgan
- Bonnie Hellman - autostoper
- Bruce Mahler - Axel
- Ted White - Jason Voorhees (nepotpisan)

## Zarada
Budžet filma procjenjuje se na 1.8 milijuna USD. U prvom vikendu zaradio je 11.183.148 USD (15. travnja), a ukupno 32.980.000 USD na području SAD-a.